# Geiswasser
 Geiswasser  là một xã thuộc tỉnh Haut-Rhin trong vùng Grand Est, đồng bắc Pháp. Xã này có diện tích 8,24 km², dân số năm 1999 là 325 người. Khu vực này có độ cao trung bình 195 mét trên mực nước biển.